# Johan Nyberg
Johan Nyberg, född den 20 augusti 1801 i Nyland, Kramfors kommun, Ytterlännäs socken, Västernorrlands län,  död den 26 juni 1875 i Bollstabruk, Ytterlännäs socken, Västernorrlands län , var en svensk sjökapten, trävaruhandlare, skeppsredare och sågverksägare. 
Johan Nyberg avlade sjökaptensexamen vid navigationsskolan i Härnösand. Därefter arbetade han som befäl på fartyg som fraktade trävaror från sågverken i Ångermanland. Snart gick han dock i land och började bedriva handel med trävaror. Han gav sig även in i själva produktionen. Bland annat förvärvade Johan Nyberg sågverket i Brynge vid Nätraån, och byggde dessutom ett nytt sågverk i det närbelägna Fors. Dessa vattensågar utvecklades senare till skogsindustribolaget Forss AB.

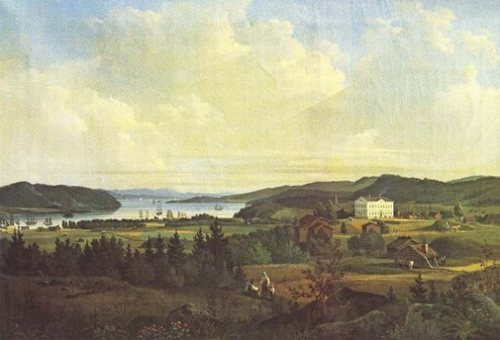
Johannisbergs herrgård i Bollstabruk.

Vid mitten av 1800-talet köpte Johan Nyberg två hemman i Bollsta och etablerade ett skeppsvarv vid Bollstafjärden. Här byggde han flera fartyg, bland andra briggen Lisette och skeppen Atlantic, Weidenhielm och Carl XV. Fartygen användes inom den egna rörelsen för transport av trävaror till bland annat England, Frankrike, Portugal och Spanien. För att utnyttja återfärderna importerade han salt, råg, korn, mjöl och ärter som såldes vidare till grosshandlare på hemmaplan.
Johan Nyberg gjorde sig en avsevärd förmögenhet. Han fick inga barn, och efter hans död donerades stora summor till underhåll av Ytterlännäs gamla kyrka, till försköning av Härnösands stad, till uppförande av ett fattighus i Ytterlännäs socken, till anställning av en läkare i hembygden samt till två frisängar vid Härnösands lasarett. Sammanlagt uppgick donationen till 300 000 kronor.
På ett av sina hemman i Bollsta byggde Johan Nyberg i slutet av 1840-talet herrgården Johannisberg och bosatte sig där. Efter hans död övertogs egendomen av fostersonen och brorsonen Nils Jonas Nyberg. Så småningom inköptes huvudbyggnaden och den omgivande parken av Ytterlännäs kommun och användes från och med slutet av 1920-talet som kommunalkontor. Den högre folkskolan hade också sina lokaler där under många år. I Johannisbergs norra flygel höll Ytterlännäs församlings pastorsexpedition till.
Ett svenskt ångfartyg som under början av 1900-talet trafikerade Norrlandskusten hette Johan Nyberg och var troligen uppkallat efter sjökaptenen. Fartyget förliste den 20 maj 1915 utanför Långron i Nordmalings kommun.